# Pontevès
Pontevès település Franciaországban, Var megyében. Lakosainak száma 764 fő (2022. január 1.). Pontevès Riez, Barjols, Châteauvert, Correns, Cotignac, Fox-Amphoux, Sillans-la-Cascade és Tavernes községekkel határos.

## Népesség
A település népességének változása:
| Lakosok száma | 786  | 786  | 785  | 748  | 744  | 737  | 727  | 743  | 764  |
|               | 2013 | 2015 | 2016 | 2017 | 2018 | 2019 | 2020 | 2021 | 2022 |